# Justin Warsylewicz
Justin Warsylewicz (* 19. října 1985 Regina, Saskatchewan) je kanadský rychlobruslař.
Na juniorském světovém šampionátu startoval poprvé v roce 2003, o rok později jej vyhrál a ve stíhacím závodě družstev získal také stříbrnou medaili, kterou roku 2005 s kanadským týmem obhájil. V roce 2004 se poprvé představil v závodech Světového poháru. Na Zimních olympijských hrách 2006 dobruslil na 27. místě v závodě na 1500 m a na 24. místě na trati 5000 m, s kanadským týmem vybojoval stříbro v závodě družstev. Stejný cenný kov ze stejné disciplíny si přivezl také ze světového šampionátu 2007. Na něm dosáhl i nejlepšího individuální umístění, když na distanci 5000 m skončil osmý. Ve Světovém poháru naposledy startoval v roce 2011, od té doby nastupuje až na výjimky pouze na menších závodech v Kanadě.
Je ženatý s rychlobruslařkou Brittany Schusslerovou.